# Phạm Phước
Phạm Phước là một chính trị gia người Việt Nam. Ông từng là Chủ tịch Ủy ban nhân dân tỉnh Quảng Bình từ cuối năm 1994 đến năm 1999.

## Tiểu sử
Cuối năm 1994, Hội đồng nhân dân tỉnh Quảng Bình khóa mới đã bầu ông làm Chủ tịch Ủy ban nhân dân tỉnh Quảng Bình. Ông phụ trách chung các công tác kế hoạch, nội chính, đối ngoại và cải cách hành chính.